# The Echoes
The Echoes waren eine amerikanische Doo-Wop-Gruppe aus Los Angeles, Kalifornien, die zu den wenigen schwarzen gemischtgeschlechtlichen Gesangsensembles des Rhythm and Blues gehört, die Veröffentlichungen auf namhaften Plattenlabeln verzeichnen konnten. Nicht zu verwechseln mit der weißen Doo-Wop-Gruppe The Echoes (Baby Blue, Boomerang, I Love Candy etc.)
1956 gründeten die Absolventen der Freemont Highschool im South Central von Los Angeles Mosby Carter, Elmo Jones junior, Harold Grayson und Edward DeVold die Band The Echoes. Mit Marzetta Freeman wurde noch vor der Entdeckung durch die Managerin Mabel Weathers eine erste Damenstimme integriert. Weathers war auf das Quintett durch deren Teilnahme beim Talentwettbewerb „Rocket to Stardom“ aufmerksam geworden. Mit My Little Honey wurde ein erster Uptempo-Doowop-Rocker für Combo Records eingespielt, das mit Aye Senorita eine etwas weniger furiose Rückseite hat. Marzetta Freeman durfte auf der Ballade Take My Hand die führende Stimme singen, das Lied wurde aber zurückgehalten und erst 1991 auf einer Kompilation von Relics Records veröffentlicht. Die Managerin Weathers setzte die Band zudem für den Hintergrundgesang auf einer Single Sonny Roberts’ ein, die auf ihrem eigenen Label Impala Records erschien.
Mosby Carter wurde zur Armee eingezogen und durch eine zweite Frauenstimme ersetzt. So sang im Frühjahr 1957 Darlene „Darlene Love“ Wright die Hauptstimme, als für Specialty Records neben dem Klassiker Over the Rainbow der Titel Someone eingespielt wurde. Auch bei diesem wichtigen kalifornischen Independent-Label durfte die Band Studioarbeit leisten: Auf Clydie Kings Our Romance mit Written on the Wall ist neben Kings Teenager-Stimme die seinerzeit ungewöhnliche Harmonik von drei Männer- und zwei Frauenstimmen zu hören.
Da auch Edward DeVold und Elmo Jones ihren Militärdienst antraten, brach die Gruppe auseinander. Darlene Wright fand mit den Blossoms eine neue Band, einige Echoes der Urbesetzung formierten sich 1960 als „The Poets“ neu und spielten den Titel Never Let You Go erneut ein und koppelten ihn mit I’m Falling in Love für John Criners Label Shade Records. Eine weitere Neueinspielung, diesmal Sonny Roberts Honey Chile, wurde zusammen mit I’m in Love auf dem Schwesterlabel Spot Records veröffentlicht.

## Diskografie
- 1956 – My Little Honey / Aye Senorita, Combo 128
- 1956 – I’ll Never Let You Go / Honey Chile, Impala 1001 (als Sonny Roberts and the Echoes)
- 1957 – Over the Rainbow / Someone, Specialty 601
- 1957 – Our Romance / Written on the Wall, Specialty 605 (als Hintergrundchor für Clydie King)
- 1960 – Never Let You Go / I’m Falling in Love, Shade 1001 (als The Poets)
- 1960 – Honey Chile / I’m in Love, Spot 107  (als The Poets)